# Ilham Hussain

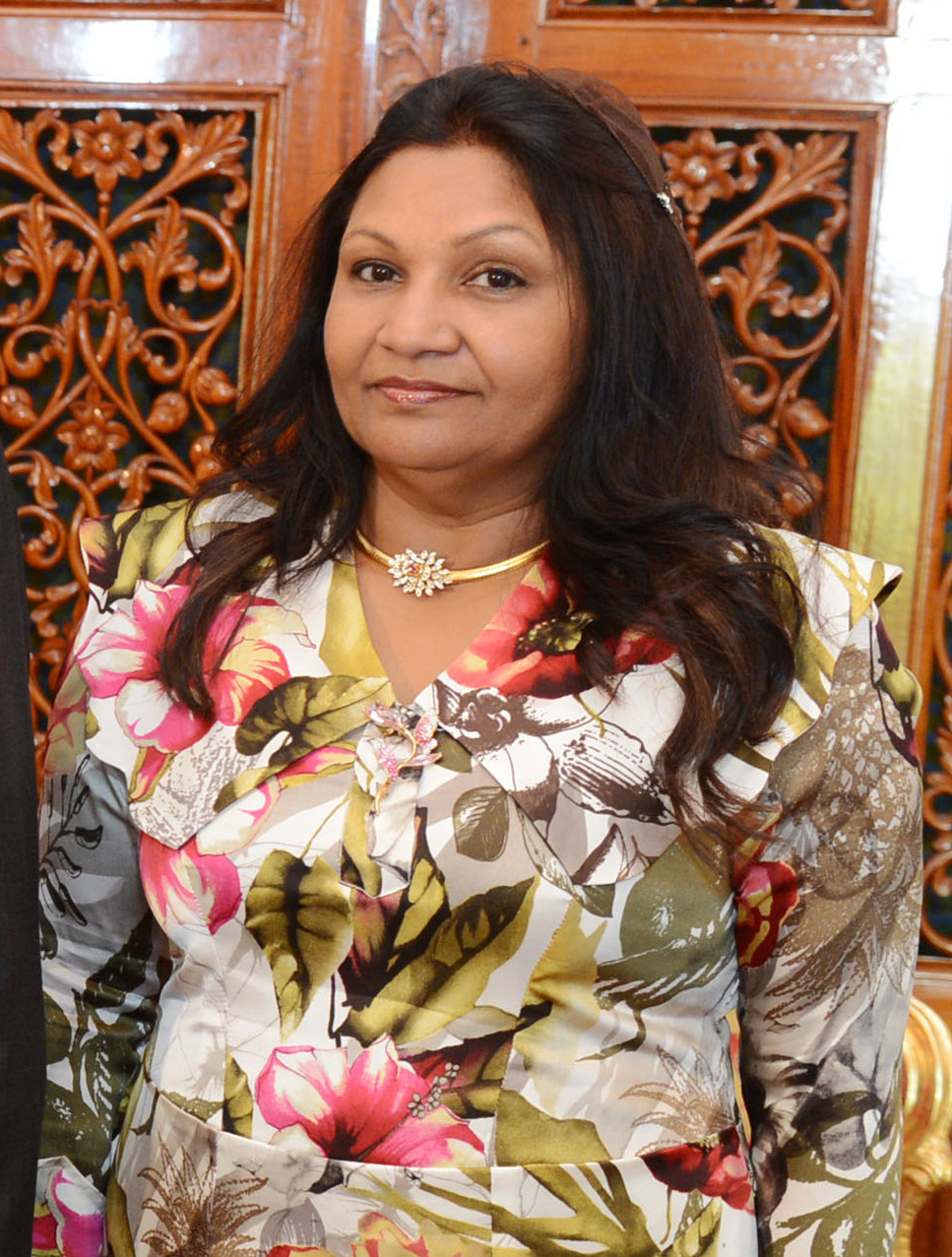
Ilham Hussain in Muleeaage.

Ilham Hussain (Dhivehi އިލްހާމް ހުސެއިން; geb. 23. Mai 1955) ist eine Gesundheitsaktivistin und Politikerin in den Malediven. Sie war von 2012 bis 2013 First Lady der Malediven während der Amtszeit von Präsident Mohammed Waheed Hassan. Sie arbeitete früher in einem Zentrum für autistische Kinder in New York. Sie ist Vorsitzende der Maldives Autism Association.